# シリル・アビテブール
シリル・アビテブール（Cyril Abiteboul 、1977年10月14日 - ） は、フランスのモータースポーツエンジニア兼マネージャー。2013年から2014年までは、ケータハムF1チームのチームプリンシパルであり、2014年から2020年まではルノーF1チームのマネージングディレクターを務めた。2023年からは現代自動車（ヒョンデ）グループのモータースポーツを事実上統括している。

## 経歴
パリのリセカルノー高校やリセシャプタル高校で教育を受け、その後グルノーブル技術学院（Grenoble Institute of Technology）でエンジニアリング全般を学ぶ。   
2001年に技術学院を卒業した後、ブローニュ＝ビヤンクールにあったルノーに入社し、ルノーF1ウェブサイトの管理を行う。 2007年にルノーF1チームのビジネス開発マネージャーに就任し、2010年にルノースポーツF1のエグゼクティブディレクターに就任。 
2012年9月にケータハムF1チームに参加。ルノースポーツF1の副マネージングディレクター時、チームパートナーとしてルノーと協働していた縁がある。2012年11月、トニー・フェルナンデス代わりケータハムのチームプリンシパルに任命された。  
2014年にケータハムからの離脱が発表され、2014年7月、 ルノー・スポールF1のマネージングディレクターとして復帰した。
2021年にルノー・スポールF1からの離脱が発表された。
2022年3月25日 CDKテクノロジーズの最高経営責任者（CEO）に任命された。
2023年からは、世界ラリー選手権（WRC）に参戦しているヒョンデ・シェル・モービスWRTの代表に着任している。2024年には、ヒョンデのティエリー・ヌービルがドライバーズチャンピオンとなりチームとして初のタイトルを獲得したが、マニュファクチャラー部門は最終戦（ラリージャパン）でトヨタ（TGR-WRT）に逆転を許し2位に終わった。
2024年12月、ヒョンデ（ジェネシス）が2026年よりFIA 世界耐久選手権（WEC）に参戦するにあたり、実働部隊となる「ジェネシス・マグマ・レーシング（GMR）」のマネージャーを兼務することが発表された。